# Pieter Christiaenszoon Bor

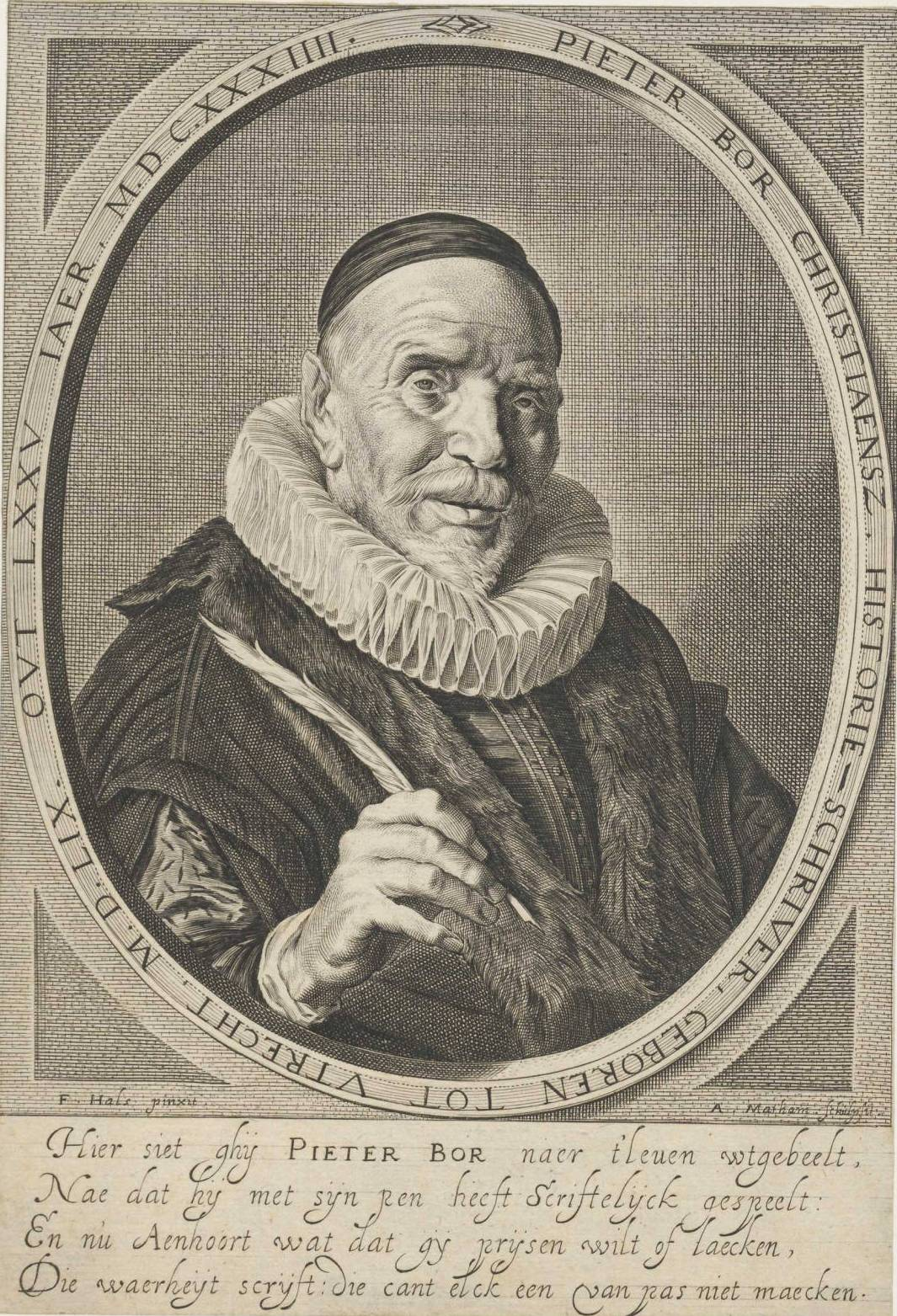
Pieter Bor.

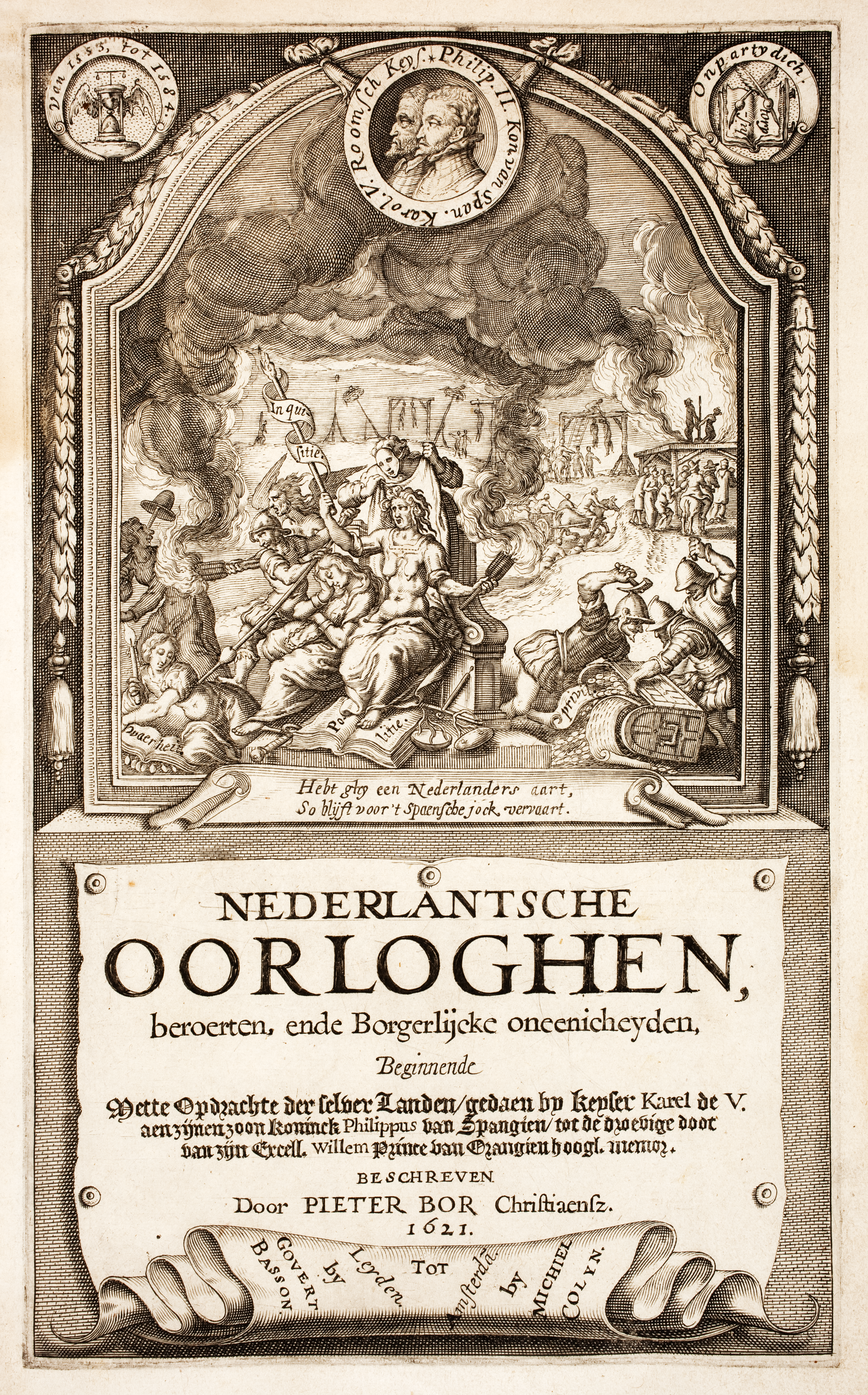
Titelpagina van Pieter Bor: Nederlantsche oorloghen, beroerten, ende borgerlijcke oneenicheyden..., 1621

Pieter Christiaenszoon Bor of Pieter Christiaansz Bor (Utrecht, 1559 – Haarlem, 16 maart 1635) was een Nederlands historicus en vanaf 1578 notaris in Haarlem.

## Levensloop
Over de jeugd van deze apothekers-zoon zijn geen bijzonderheden bekend. In oktober 1578 vestigde hij zich in Haarlem en verhuisde in 1591 naar Leiden. Ook woonde hij in 's-Gravenhage, Rijswijk en Beverwijk en later weer in Haarlem. Bor huwde in 1613 met Martina Booth (weduwe van Willem Sas), een dochter van Gerard Booth (geboren omstreeks 1540, luitenant-Houtvester in het Noorderkwartier Holland,  overleden in 1609, gehuwd omstreeks 1565 met Geertruyd van Couwenhouven (ca. 1554-1575)). In 1616 verleenden de Staten van Holland Bor officiële erkenning en ook financiële waardering voor zijn activiteiten. Hij kreeg een benoeming als rentmeester-generaal van Noord-Holland.

## Werk
Bor werkte bijna zijn gehele leven aan de geschiedschrijving van de opstand tegen Spanje, en publiceerde in totaal 37 delen. De hoofdtitel van de eerste 18 delen was Oorsprongh, begin en vervolgh der Nederlandsche oorlogen (1621). Ook in Hoofts Historiën is daar een deel van te vinden. Van zijn hand is ook de geschiedenis van de jaren 1555-1567 in Oorspronck der Nederlandtschen oorloghen (1617) en een beschrijving van 's-Hertogenbosch in Gelegenheyt van 's-Hertogenbosch (1630).